# Santos Ademir
Ademir Santos (sinh ngày 28 tháng 3 năm 1968) là một cầu thủ bóng đá người Nhật Bản.

## Sự nghiệp câu lạc bộ
Ademir Santos đã từng chơi cho Yamaha Motors và Shimizu S-Pulse.

## Thống kê câu lạc bộ

### J.League
| Đội             | Năm       | J.League | J.League | J.League Cup | J.League Cup | Tổng cộng | Tổng cộng |
| Đội             | Năm       | Trận     | Bàn      | Trận         | Bàn          | Trận      | Bàn       |
| --------------- | --------- | -------- | -------- | ------------ | ------------ | --------- | --------- |
| Shimizu S-Pulse | 1992      | -        | -        | 1            | 0            | 1         | 0         |
| Shimizu S-Pulse | 1993      | 2        | 0        | 0            | 0            | 2         | 0         |
| Shimizu S-Pulse | 1994      | 0        | 0        | 0            | 0            | 0         | 0         |
| Shimizu S-Pulse | 1995      | 8        | 2        | -            | -            | 8         | 2         |
| Shimizu S-Pulse | 1996      | 1        | 0        | 0            | 0            | 1         | 0         |
| Tổng cộng       | Tổng cộng | 11       | 2        | 1            | 0            | 12        | 2         |